# Ди-џеј миксета
Ди-џеј миксета је електронски уређај, врста аудио конзоле за миксовање (мешање) коју користе диск-џокеји. Кључна ствар која разликује ди-џеј миксету од других аудио миксета (мешача звука) јесте могућност преко слушалица слушања нумере која није пуштена (али мора да постоји у cue списку) и присуство кросфејдера (техника стапања), који омогућава лакше прављење прелаза између две песме. Ди-џеј миксете се такође користе за снимање миксева (сплета песама) у студију.

## Историја
Један од пионира ди-џеј миксете био је Руди Бозак. Прво су се користиле ритам-машине са ди-џеј миксетом да гости у дискотеци не напуштају плесни подијум у времену између песама.
У релативно скоријој историји, ди-џеј миксете се користе за прављење хармонских песама. 